# Överesse
Överesse (finska Yli-Ähtävä) är en by i Esse i Pedersöre kommun, Österbotten. Överesse är en del av hela Esse där Lappfors, Ytteresse, Bäckby och Överesse ingår. Överesse kallas ofta enbart Esse. Byns centrum ligger vid Esse å.

## Sevärdheter
I denna by finns det många sevärdheter. Några exempel är: träkyrkan från 1770, hembygdsmuseet Fornstugan och ungdomsgården Essegården. Skrattlasskogarna och de små sjöarna är omtyckta utfärdsmål.

## Service
Muukkonens café (bensinmack och café) och Kjellman & Co (dagligvaruhandel) är två av byns mest populära samlingspunkter. Restaurangerna FöusFinEss och Esse Highland bidrar även de med nödvändig service för Esseborna. I byn finns det också ett apotek.
Förutom affär och matställen finns det i Esse även annan service som kommer byborna till gagn. I byn finns Ågrändens daghem och Museigrändens förskola för de yngre barnen. Dessutom finns även annan barnomsorg så som familjedagvård. Överesse skola hyser årskurs 1-6 och samlar skolbarnen från hela Överesse. Något högstadium finns inte i Esse, utan i årskurs 7-9 samlas hela kommunens högstadieelever i Sursik skola i Bennäs. 
I Essegården "vita huset" bedrivs aktivt föreningsverksamhet inom flera olika områden. Den mest aktiva är Ungdomsföreningen  som också bedriver ett för ungdomarna nästan livsviktigt "ställe" att umgås vid. Här spelas också ungdomsföreningens revy. Församlingen bedriver också de ungdomsverksamhet, då främst i "Stugo".
Äldreomsorgen för byns äldre invånare består av olika typer av boenden, närståendevård, hemsjukvård samt hemtjänst. Esselunden och Essehemmet är de två boenden som finns i byn.

## Befolkningsutveckling
| Befolkningsutvecklingen i Överesse 1960–2012 | Befolkningsutvecklingen i Överesse 1960–2012 | Befolkningsutvecklingen i Överesse 1960–2012 | Befolkningsutvecklingen i Överesse 1960–2012 | Befolkningsutvecklingen i Överesse 1960–2012 |
| -------------------------------------------- | -------------------------------------------- | -------------------------------------------- | -------------------------------------------- | -------------------------------------------- |
|                                              |                                              |                                              |                                              |                                              |
| År                                           |                                              |                                              | Folkmängd                                    | Landareal (km²)                              |
| 1960                                         | 1960                                         |                                              | 567                                          | 3,85                                         |
| 1970                                         | 1970                                         |                                              | 531                                          | 3,15                                         |
| 1980                                         | 1980                                         |                                              | 698                                          | 5,5                                          |
| 1990                                         | 1990                                         |                                              | 588                                          | 3,45                                         |
| 1995                                         | 1995                                         |                                              | 769                                          | 3,82                                         |
| 2000                                         | 2000                                         |                                              | 758                                          | 4,02                                         |
| 2005                                         | 2005                                         |                                              | 739                                          | 4,2                                          |
| 2010                                         | 2010                                         |                                              | 801                                          | 4,88                                         |
| 2012                                         | 2012                                         |                                              | 794                                          | 4,94                                         |